# Iouri Volkov
Pour les articles homonymes, voir Volkov.
Iouri Volkov né le 18 avril 1937 à Moscou en URSS et mort le 17 mai 2016 est un joueur professionnel russe de hockey sur glace.

## Biographie

### Carrière en club
Durant sa carrière professionnelle il a évolué dans le championnat d'URSS sous les couleurs du Dynamo Moscou et du Krylia Sovetov. Il termine avec un bilan de 355 matchs et 158 buts en élite.

### Carrière internationale
Il a représenté l'URSS à 35 reprises (18 buts) sur une période de quatre saisons de 1961 à 1965. Il a participé à deux éditions des championnats du monde pour un bilan de deux médailles d'or.

## Statistiques
Pour les significations des abréviations, voir Statistiques du hockey sur glace.

### En équipe nationale
| Année | Équipe | Compétition |   | PJ | B | A | Pts | Pun           |  | Résultats |
| 1963  | URSS   | CM          | 7 | 5  | 1 | 6 | 2   | Médaille d'or |  |           |
| 1965  | URSS   | CM          | 3 | 1  | 3 | 4 | 0   | Médaille d'or |  |           |